# Іванов Костянтин Костянтинович
Костянтин Костянтинович Іванов (8 (21 травня) 1907, Єфремов — 15 квітня 1984, Москва) — радянський диригент, лауреат державної премії СРСР з 1949 року, народний артист СРСР з 1958 року. З 1941 року — диригент оркестру всесоюзного радіо, в 1946—1965 — головний диригент державного симфонічного оркестру СРСР.